# 木村公宣
木村 公宣（きむら きみのぶ、1970年10月24日 - ）は青森県弘前市生まれのアルペンスキー指導者、解説者。元アルペンスキー選手（1985-2003年）である。冬季オリンピックに4大会連続して出場した。

## 経歴
15歳からナショナルチーム入り。
インターハイ、全日本スキー選手権大会アルペンスキー競技優勝（1991年SL、1993年GS、1996年SL、2001年SL）等で10代から頭角を現し、1991年冬季ユニバーシアード回転で日本人初優勝。
1992年アルベールビルオリンピックではコンバインドの回転で3位のタイムを出し総合15位、スーパーG33位、大回転21位、回転棄権だった。
近畿大学卒業後、1994年リレハンメルオリンピックスーパーG33位、大回転26位、回転18位、アルペンスキー・ワールドカップでも徐々に好成績を収め、長野オリンピックのプレ大会となった1996/97シーズンの回転・志賀高原大会では表彰台間近の4位。そしてオリンピック・イヤーの1997/98シーズン、回転・ベイソナツ大会にて自己最高の3位入賞。
金メダル獲得が期待された1998年長野オリンピックでは国内開催の重圧に大回転25位、回転13位に終わる。同シーズンのFISワールドカップ種目別総合は歴代日本人最高位の回転5位を記録している。
1998年3月に靭帯断裂等の大怪我を負うが、翌シーズンには復帰。その後はショートカービングスキーの急速な普及もあり、W杯第1シード復帰はならなかったが、00/01シーズンの12月の回転セストリエール大会にて4位入賞。同シーズンの志賀高原大会では2本目ラップを獲得している。
日本アルペン史上初4大会連続出場となった2002年ソルトレークシティオリンピック大回転37位、回転18位となった。
02/03シーズン、冬季アジア大会 回転 優勝、同年の志賀高原大会を最後に現役を引退。
ワールドカップ30位以内入賞は日本人最高の50回を数える。
現在は自身が代表取締役を務める株式会社WIN D’OLにて、木村公宣スキースクールを富良野で、その他ニセコを中心としたスキーリゾートでのゲストサービスを提供するビジネスを展開している。2020年より蘭越町まちづくり応援大使、2021年より青森大学客員教授も務める。

## エース中心主義からの脱却
木村は地元開催の長野五輪を第1シードの中でも上位7名である「トップ7」で参戦を果たし、日本国内の期待がいやがうえにも高まった。男子回転競技の入場券はすぐに完売したことからも、国民の期待の高さが窺える。しかし、木村は国内開催の重圧に押しつぶされることとなった。
それまでスキーアルペン競技の日本チームは、エースに一極集中的に力を注ぎ込む強化スタイルだった。80年代後半のエースは岡部哲也だったが、彼が病気を起因した不調で第1シード転落以降、日本チームは木村と同年代の石岡拓也が切磋琢磨し、第2シードまで進出した。その後、木村が第1シードに上り詰めると当たり前のように木村中心のチーム体制がとられた。石岡以外にも平沢岳が第2シードに進出していたが、あくまでエース中心主義を改めることはなかった。結果、木村一人にすべての期待が重圧としてかかることとなり、惨敗に終わった。
長野五輪での予想外の惨敗以降、日本チームは、ただ一人のエースにのみチーム力を集中する方針を改めていくこととなる。ソルトレイクシティ五輪では、皆川賢太郎の力が抜けていた感があったが、その後、皆川が不調に陥り、入れ替わるように佐々木明が台頭する。これまでの日本チームであれば、佐々木にすべての力を注ぎ込み、皆川が省みられることはなかったが、皆川も併せてサポートし、その復活を支援し、ついにトリノ五輪では第1シード2名での参戦を果たすこととなった。また、若手選手養成にもチーム力を注いだことで、現役大学生である湯浅直樹を併せた「3本の矢」としてチームジャパンはトリノ五輪に参戦することが可能となり、コルティアダンペツォ大会以来50年ぶりのスキーアルペン競技での入賞（それも皆川、湯浅のダブル入賞）を果たした。長野五輪での木村の惨敗が大きく糧となったといえる。